# فعل مؤكد
ينقسم الفعل من حيث تأكيده، إلى مؤكَّدٍ، وغير مؤكَّدٍ. الفعل المؤكد هو ما لحقتْه في آخره نون التوكيد بنوعيها؛ أما الفعل غير المؤكد فهو الفعل بدون نون التوكيد.

## أنواع نون التوكيد
- نون التوكيد الثقيلة.

1. لتأكلَنَّ طعامك. (النون مشددة، ومفتوح ما قبلها).
2. ﴿لَیُسۡجَنَنَّ وَلَیَكُونࣰا مِّنَ ٱلصَّـٰغِرِینَ﴾[1]

- نون التوكيد الخفيفة.

1. لتأكلَن طعامك. (النون مُسكنة، ومفتوح ما قبلها).[2]

## ما يُؤكَّد
يُؤكد الأمر جوازًا، والمضارع وجوبًا وجوازًا، أما سواهما من ماضٍ واسم، فلا يجوز؛ والهدف من هذا هو أن المضارع هو للزمن الحاضر، والأمر للمستقبل القريب فيجوز التوكيد فيهما، بينما الماضي هو أمر انقضى فلا نستطيع توكيده؛ وكذلك الاسم لا يحتوي على حدث بينما يُشير لمسمى، فلا يوجد حدث لتوكيده.

## أمثلة

### الأمر
الأمر يجوز توكيده مطلقًا، نحو: اكْتُبنَّ واجْتَهِدَنْ.

### المضارع
للمضارع ست حالات:
1. أن يكون توكيده واجبًا.
2. أن يكون قريبًا من الواجب.
3. أن يكون كثيرًا.
4. أن يكون قليلاً.
5. أن يكون أقلّ.
6. أن يكون ممتنعًا.[2]

- فيجب تأكيده إذا كان مُثبتًا، مستقبلًا، في جواب قسم، غير مفصول عن لامه بفاصل، نحو: ﴿وَتَاللَّهِ لأَكِيدَنَّ أَصْنَامَكُمْ﴾.[4] وحينئذٍ يجب توكيده باللام والنون عند البصريين، وخُلُوُّه من أحدهما شاذٌ أو ضرورةٌ.
- ويكون قريبًا من الواجب إذا شرطًا لإنِ المؤكَّدة بما الزائدة، نحو: ﴿وَإِمَّا تَخَافَنَّ مِنْ قَوْمٍ خِيَانَةً﴾[5] ﴿فَإِمَّا نَذْهَبَنَّ بِكَ﴾.[6]

## الإعراب
- تُعرب نون التوكيد حرفًا لا محل له من الإعراب.
- يُعرب الفعل المضارع المتصل بنون التوكيد، مبنيًّا على الفتح؛ وتُعد هذه إحدى الحالتين التين يُبنى فيها الفعل المضارع، والثانية هو اتصاله بنون النسوة.
  - من الحالات الخاصة، هو اجتماع ضمير الرَّفع مع نون التَوكيد في نفس الفعل، مثاله «واللهِ لَتؤدُنَّ واجبكم»، وفي الفعل هنا اتَّصلت به واو الجماعة، والتي حُذِفت لمنع التقاء السَّاكنَين (الواو مع النَّون الأولى السَّاكنة من نون التَّوكيد المضعَّفة)، بالإضافة إلى نون التَّوكيد، ويُعرب الفعل هنا مرفوعًا بثبوت النُّون، وليس مبنيًّا على الفتح، وذلك لظهور لضم الحرف الأخير من الفعل المضارع، وعدم ظهور الفتح.

## ما شذَّ في التوكيد
- ورد توكيد الفعل الماضي، في البيت:

وهذا من باب الضرورة الشاذة، سهَّلها ما في الفعل من معنى الطلَب، فعومل معاملة الأمر،
- كما شذ توكيد الاسم في قول رُؤبة بن العجَّاج: «أقائِلُنَّ أحْضِروا الشُّهُودا».

## توكيد الأفعال بالنون
لإيضاح معنى التوكيد في فعل ما، تُضاف له نون تُسمى نون التوكيد. النون التي يؤكَّدُ بها الفعل نوعان: (نونٌ ثقيلةٌ) أي مشدَّدة، و(نونُ خفيفةٌ) أي غيرُ مشدَّدة، وقد اجتمعت هاتان النونانِ في قوله تعالى ﴿وَلَئِن لَّمْ يَفْعَلْ مَا آمُرُهُ لَيُسْجَنَنَّ وَلَيَكُونًا مِّنَ الصَّاغِرِينَ﴾.

## القاعدة
- الفعلُ الماضِي يمتنعُ توكيدُهُ بالنونِ مطلقًا، إذ لا يمكن توكيد شيء في الماضي.
- فعلُ الأمرِ يجوزُ توكيدُهُ بالنونِ مطلقًا.
- الفعلُ المضارعُ ينقسمُ من حيثُ توكيدُهُ إِلى ثلاثةِ أقسامٍ:
  - قسمٍ يجوزُ توكيدُهُ، وهوَ ما وقعَ بعدَ طلبٍ ، أو (لا) النافيةِ، أو (إِمَّا) الشرطيةِ.
  - قسمٍ يجبُ توكيدُهُ، وهوَ ما وقعَ جوابًا لقسمٍ، وكان مُثْبَتًا، مُسْتَقْبَلًا، غيرَ مفصولٍ من لامِهِ بفاصلٍ.
  - قسْمٍ يمتنعُ توكيدُهُ، وهو ما وقع جوابًا لِقَسَمٍ، وكان منفيًّا، أو حاليًّا، أو مفصولًا عن لامهِ بفاصلٍ. وكذا إِذا لمْ يكُنْ جواباً لِقَسمٍ، ولمْ يَكُنْ مِمَّا يجوزُ فيهِ التوكيدُ.[7]

## الإعراب
- فعل الأمر

1. لا يتغير إعراب فعل الأمر، إلا في حال جاء مفردًا، نحو (اسمعَنّ يا تلميذ)، فإنه يٌعرب فعل أمر مبني على الفتح لاتصاله بنون التوكيد.
2. تُحذف واو الجماعة كذلك، في حال التقاء ساكنين، نحو (اكتبنّ يا تلامذة)، (اكتبنّ) التي أصلها (اكتبونن) تُعرَب كما كانت قبل اتصال نون التوكيد فعل أمر مبني على حذف النون لاتصاله بواو الجماعة، و الواو المحذوفة لالتقاء الساكنين ضمير متصل مبني في محل رفع فاعل، والنون المشددة: حرف توكيد لا محل له من الإعراب.

- فعل المضارع

1. الفعل المضارع المتصلة به نون التوكيد يكون مبنيًّا على الفتح وله محل من الإعراب فإن تجرد من الناصب والجازم فهو في محل رفع، وإن سبق بأداة نصب فهو في محل نصب، وإن سبق بأداة جزم فهو في محل جزم.
2. يُبنى الفعل المضارع في كل الحالات عدا واحدة، عند اتصاله بنون التوكيد، على الفتح، نحو: (لتأكلَنَّ التفاحة)، فتُعرب (تأكلنَّ) فعل مضارع مبني على الفتح لاتصاله بنون التوكيد.
3. هناك حالة خاصة واحدة، لا يُبنى فيها الفعل المضارع إذا اتصل بنون النسوة، وهي اجتماع ضمير الرَّفع مع نون التَوكيد في نفس الفعل، نحو (واللهِ لَتؤدُنَّ واجبكم)، فيُعرَب مرفوعًا بثبوت النون، مع ملاحظة أنه قد حُذف من الفعل أمران، أولهما نون الرَّفع؛ لكراهة توالي الأمثال، ولو لم تُحذَف لتجاور حرف النُّون ثلاث مرَّات (نون الرَّفع مع نون التَّوكيد المضعَّفة المكوَّنة من نونَين )، وثانيهما واو الجماعة؛ لعدم تجاور ساكنَين.[8]

## الأمثلة

### المجموعة (أ)
1. ﴿وَقَالَ الَّذِينَ أَشْرَكُوا لَوْ شَاءَ اللَّهُ مَا عَبَدْنَا مِن دُونِهِ مِن شَيْءٍ نَّحْنُ وَلَا آبَاؤُنَا وَلَا حَرَّمْنَا مِن دُونِهِ مِن شَيْءٍ ۚ كَذَٰلِكَ فَعَلَ الَّذِينَ مِن قَبْلِهِمْ ۚ فَهَلْ عَلَى الرُّسُلِ إِلَّا الْبَلَاغُ الْمُبِينُ﴾

الأفعال هنا، أفعال ماضية، وهي: (قالَ و أشركَ و شاءَ وعبدَ) ولا نجد فيها فعلًا واحدًا قد أكِّدَ بالنون، ولذلك يمكن القول إن الفعل الماضي لا يؤكَّدُ بالنون مطلقًا.

### المجموعة (ب)
1. تَصَدَّقَنَّ بفضلِ مالكِ
2. تَصَدَّقْ بفضل مالك
3. ساعِدَنَّ المحتاجَ
4. ساعدِ المحتاجِ

نجد الكلمات هنا أفعالًا للأمر، وهي (تصدقْ، وساعدْ) وإذا نظرنا إليها عرفنا أنها أُكِّدَتْ بالنون تارة، وخَلَتْ من هذا التوكيد تارة أخرى، ففعل الأمر إذن يجوز توكيدُه وعدم توكيدِهِ.

### المجموعة (ج)
1. لِتَحذَرَنَّ الإفراطَ في الطعامِ
2. لِتحذَرِ الإفراطَ في الطعامِ
3. لَا تصاحِبَنَّ الأشرارَ
4. لا تصاحبِ الأشرارَ
5. ألَا تُعِينَنَّ الضعيفَ
6. ألا تعينُ الضعيفَ
7. هلَّا تأخذَنَّ بيدِ العاجزِ
8. هلَّا تأخذُ بيدِ العاجزِ
9. ليتكَ تَسْمَعَنَّ النُّصْحَ
10. ليتَكَ تسمعُ النُّصْحَ
11. أحبُّ الصِّدقَ ولا أرضَيَنَّ الكذبَ
12. أحبُّ الصدقَ ولا أرضى الكذبَ
13. إمَّا تحذرَنَّ العدوَّ تأمنْ أذاه
14. إمَّا تحذرِ العدو تأمنْ أذاه

أما الأفعال هنا فهي كلها - كما نرى - أفعال مضارعة، وقد وردت مؤكَّدة بالنون تارة، وغير مؤكدة بها تارة أخرى، وإذا تأملنا هذه الأفعال، وجدنا بعضها واقعًا بعد ما يفيد الطلب، وهو لام الأمر في المثال الأول والثاني: (لتحذرنّ)، والنهي في المثال الثالث والرابع: (لا تصاحبنَّ)، والاستفهام في المثال الخامس والسادس: (هل تنصرنّ)، والعرض في المثال السابع والثامن: (أتعينَنَّ)، والتحضيض في المثال التاسع والعاشر: (هلَّا تأخذنَّ)، والتمنِّي في المثال التاسع: (ليتك تسمعنَّ). كما نجد بعضها واقعًا بعد (لا) النافية، كما في المثال العاشر : (لا أَرضََيَنَّ)، أو بعد (إمَّا) الشرطية، كما في المثال الحادي عشر والثاني عشر (إمّا تحذرنَّ). وهذا كله يعني أن الفعل المضارع إذا وقع بعد ما يفيد الطلب، أو بعد (لا) النافية، أو إمَّا الشرطية، فإنه يجوز أن يؤكَّد بالنون وألَّا يؤكَّد.

### المجموعة (د)
1. ﴿وَتَاللَّهِ لَأَكِيدَنَّ أَصْنَامَكُم بَعْدَ أَن تُوَلُّوا مُدْبِرِينَ﴾
2. ﴿وَمِنْهُم مَّنْ عَاهَدَ اللَّهَ لَئِنْ آتَانَا مِن فَضْلِهِ لَنَصَّدَّقَنَّ وَلَنَكُونَنَّ مِنَ الصَّالِحِينَ﴾

أما الأفعال هنا، فهي أفعال مضارعة كذلك، وقد وردت كلها مؤكدة بالنون، وإذا تأملناها وجدناها كلَّها واقعة في جواب القسم، وهي مثبتة، وغير منفية، ودالة على الزمن المستقبل، كما أنها غير مفصولة من لام القسم بأي فاصل، ولذلك يمكن القول إن الفعل المضارع إذا وقع جوابًا للقسم ، واستوفى هذه الشروط، وجب أن يؤكَّدَ بالنون.

### المجموعة (هـ)
1. ﴿لَئِنْ أُخْرِجُوا لَا يَخْرُجُونَ مَعَهُمْ وَلَئِن قُوتِلُوا لَا يَنصُرُونَهُمْ وَلَئِن نَّصَرُوهُمْ لَيُوَلُّنَّ الْأَدْبَارَ ثُمَّ لَا يُنصَرُونَ﴾
2. والله لأكتب الآن رسالة لأخي
3. ﴿وَلَسَوْفَ يُعْطِيكَ رَبُّكَ فَتَرْضَى﴾
4. ﴿اللَّهُ يَسْتَهْزِئُ بِهِمْ وَيَمُدُّهُمْ فِي طُغْيَانِهِمْ يَعْمَهُونَ﴾

وإذا تأملنا المجموعة هنا، وجدنا الأفعال فيها أفعالًا مضارعة كذلك ، غير أنه لم يؤكد أي واحد منها بالنون. ولو بحثنا عن السر في ذلك لعرفنا أن الفعلين الأولين (لا يخرجون) و(لا ينصرونهم) قد وقعا في جواب قسم، غير أنهما وردا منفيين غير مثبتين. أما الفعل الثالث (لأكتب) فقد وقع جوابًا للقسم كذلك ، غير أنه يدل على الزمن الحالي بكلمة (الآن) التي جاءت بعده، والفعل الرابع (يعطيك) قد فصل من لام القسم بكلمة (سوف). أما الأفعال الباقية في هذه المجموعة (يستهزئ) و (يمدهم) و (يعمهون) ، فإنها لم تقع في جواب قسم، ولا بعد ما يفيد الطلب، أو (لا) النافية ، أو (إمَّا) الشرطية. ولذلك نقول : إن الفعل المضارع يمتنعُ توكيدُه بالنون، إذا وقع جوابًا لقسم، وكان منفيًّا أو حاليًّا أو مفصولًا من لامه بفاصل، وكذلك إذا لم يقع جوابًا لقسم ، ولم يكن مما يجوز فيه التوكيد بالنون.